# Nikaiai Császárság
A Nikaiai Császárság a Bizánci Birodalom legnagyobb görögök által alapított utódállama volt a IV. keresztes hadjárat után. 1204–1261 között állt fenn, amíg Konstantinápoly visszafoglalásával újra létre nem jött a Bizánci Birodalom. A mai Törökország ázsiai, anatóliai részén terült el.

## Alapítás
1204-ben a keresztes hadak elfoglalták Konstantinápolyt. V. Alexiosz császár elmenekült, és így tett III. Alexiosz veje, a kitartóan védekező Theodor Laszkarisz is. Székhelyét Nikaiában rendezte be, ahol 1206-ban az elmenekült pátriárka áldásával a nép császárrá kiáltotta ki.
A keresztesek által alapított Latin Császárság meglehetősen gyenge ellenőrzést gyakorolt a volt bizánci területek felett, ahol épp ezért görög utódállamok jöhettek létre (Nikaia mellett az Epiruszi Despotátus és a Trapezunti Császárság), melyek közül azonban Theodor és utódainak birodalma volt a legerősebb és a legjobb pozícióban ahhoz, hogy visszaszerezze a fővárost. Theodor nem azonnal arathatott sikert: 1204-ben Poemanenum és Bursa mellett vereséget szenvedett a latinoktól, ám kezére játszott a bolgárok megerősödése – Kaloján cár támadásai miatt I. Balduin seregét átvezényelték a Balkánra. A trapezunti támadókkal már sikeresen megbirkózott a nikaiai hadsereg.
Az elkövetkező években több szövetség és fegyverszünet köttetett és töretett meg mindegyik résztvevő részéről a latinok, görögök, szeldzsukok és bolgárok küzdelmében. Theodor a trónigényét többféleképpen is próbálta megerősíteni: új konstantinápolyi pátriárkát nevezett ki, és 1219-ben elvette Flandriai Jolánta lányát, ám 1222-ben elhunyt, és veje, Dukász János lett a császár.

## Terjeszkedés
1224-ben a latin Thesszalonikéi Királyságot elfoglalta I. Theodor epiruszi despota, ám 1230-ban megsemmisítő vereséget szenvedett a bolgároktól. Trapezunt sohasem képviselt jelentős katonai erőt, így Nikaia maradt az egyetlen valamirevaló bizánci utódállam. III. János terjeszkedett az Égei-tenger térségében, és 1235-ben lepaktált II. Iván bolgár cárral, és beleegyezett, hogy az kiterjessze hatalmát Thesszaloníkire és Epiruszra. 1242-ben mongol támadás érte a Nikaiai Császárság keleti szomszédját, az Ikóniumi Szultánságot, mely nekik köszönhetően megszűnt fenyegetésnek lenni az eredetileg szintén betöréstől tartó III. János birodalmára nézve.
1245-ben János szövetkezett a Német-Római Birodalommal, és elvette II. Frigyes császár leányát, Konstancia Annát. Közben birodalma egyre erősödött: 1248-ra leszámolt a bolgárokkal, és körbevette a Latin Császárságot, melytől élete végéig (1254) mind több területet hódított el.
II. Theodor idején a bolgárok fellázadtak Thrákiában, ám a császár leverte őket. Az Epiruszi Despotátus is szövetkezett az Akháj Fejedelemséggel, illetve a Szicíliai Királysággal, immár nyíltan nikaiai-ellenes éllel. Az összecsapásra azonban már az ifjú IV. János uralkodása (és Palaiologosz Mihály régenssége) alatt került sor. Az 1259-es pelagóniai csatában legyőzték az ellenük küldött szövetséges erőket.

## Konstantinápoly visszafoglalása
1260-ban Mihály megkezdte Konstantinápoly ostromát, mellyel már III. János is hiába próbálkozott. A velenceiek által támogatott Latin Császárság ellen szövetkezett Genovával. Tábornoka, Alexiosz Sztratégopoulosz hónapokon keresztül tanulmányozta a várost az ostromra készülve, majd 1261 júliusában, mikor a latin haderő jelentős része a városon kívül harcolt, meggyőzte az őrséget, hogy nyissa meg a kapukat a görögök előtt. A városba érve porig égették a velencei negyedet.
VIII. Mihályt hamarosan elismerték császárnak, ezzel ismét létrejött a Bizánci Birodalom. A lakosság mindvégig a Nikaiai Császárságot tekintette a jogfolytonosságot garantáló államnak, noha a Trapezunti Császárságban szintén az Angelosz-császárok rokonai uralkodtak. Az új bizánci uralkodók a végig fennmaradó keresztes és görög utódállamokkal, illetve a hamarosan jelentkező oszmán török fenyegetéssel is kénytelenek voltak szembenézni.

## Nikaiai császárok
- I. Theodórosz (uralkodott: 1205–1222)
- III. Jóannész (uralkodott: 1222–1254)
- II. Theodórosz (uralkodott: 1254–1258)
- IV. Jóannész (uralkodott: 1258–1261)
- VIII. Mikhaél (uralkodott társcsászárként: 1259–1261; a Bizánci Birodalom helyreállítója)